# Палемская волость
Палемская во́лость — волость в составе Великоустюжского уезда Северо-Двинской губернии РСФСР (в 1918—1924 годах), Вологодской губернии (1797—1918). Волостной центр — Палем (Палема, Палемо).
В настоящее время территория волости относится к Великоустюгскому и Вожегодскому району.

## Состав волости
На 1893 год входила в II стан Вологодской губернии.
По данным на 1913 год входили 183 населённых пункта
- Агафоновская
- Аггеева (ныне — Агеево)
- Алексеевская
- Анкудиновская
- Антюшевская
- Анцыфорова (ныне — Анциферово)
- Балогова
- Барсенка
- Баюшевская
- Белашкино (ныне — Беляшкино)
- Биричева (ныне — Биричево)
- Боровинка = Бор?
- Букова (ныне — Буково)
- Быкова (ныне — Быково)
- Быковица
- Варухинская
- Васильевская Горка
- Верхнее Боярско
- Верхнее Кузнецово
- Верхнее Харламово
- Верхнее Шишкино
- Верхняя Калининская
- Виданова
- Видахина (ныне — Видахино)
- Викторово
- Власовская
- Власьева (ныне — Власьево)
- Волбас
- Волков (починок)
- Вопчая
- Высокова (ныне — Высоково)
- Высокое  (ныне — Высокая)
- Глубовкая
- Гора
- Гордиева
- Горка
- Горяева
- Горячевская
- Гребло
- Грибина (ныне — Грибино)
- Гришина (ныне — Гришино)
- Гробищева
- Демидова
- Докшина
- Долонцына
- Дрищев (прислон)
- Дулепина
- Емельяновская
- Епимахово
- Ефремовская
- За деревней Збродовоской
- Заболотье
- Завражье
- Загорье (ныне — Загарье)
- Збродовская
- Зманова
- Зуева (ныне — Зуево)
- Ивашевская
- Игнашевская = Игнатьевская?
- Измарухова (ныне — Измарухово)
- Изонинская
- Ильинская
- Исакова
- Исток
- Карповская
- Кибра
- Климицын (починок)
- Кожевица (1-я, 2-я)
- Козлинская
- Команева (ныне — Команево)
- Конкова
- Копылова (ныне — Копылово)
- Корнухина (ныне — Корнухино)
- Коробова
- Королева (ныне — Королёво)
- Косикова
- Костюнина
- Коталова (ныне — Котолово)
- Кочкарева (ныне — Кочкарево)
- Кряжева (ныне — Кряжево)
- Куделина (ныне — Куделино)
- Кудрина
- Кулакова (ныне — Кулаково)
- Куракина
- Кушалова
- Лаврешова  (ныне — Лаврешово)
- Липица
- Липовец
- Лицыгина
- Логиновская
- Ломтева (ныне — Ломтево)
- Лубягина (ныне — Лубягино)
- Лунева
- Лычева Гора
- Лычевая Гора
- Максимова
- Малая Шолга
- Мартищева (ныне — Мартищево)
- Мартьянова
- Марьино
- Матвеевская
- Мачехина
- Машихина
- Медведева (ныне — Медведево)
- Мельчевка
- Меринова (ныне — Мериново)
- Мехрина
- Милославская
- Мителева (ныне — Мителево)
- Михайловская
- Михалев (прислон)
- Муравина (ныне — Муравино)
- Мякиницына
- Наволок
- Нижнее Боярская
- Нижнее Шишкино
- Нижняя Калининская
- Нижняя Харламово
- Овчинкин (починок)
- Осиновая Слободка
- Павлищева
- Палем (Палема, Палемо) — волостной центр
- Палуй (Вологодская область)
- Перехожая Пустынь
- Пестова (ныне — Пестово)
- Пловский Ручей (ныне — Плоский Ручей)
- По речке Малой Шолге
- По речке Текасарю
- Подволочье
- Подом
- Пополуткова
- Порфирьевская
- Прислон
- Пустошь на Пловском ручье
- Путилиха
- Рассоха
- Родионовица
- Романова
- Росляковская
- Росляковский Чёрный Мыс
- Рублевая (ныне — Рублёвое)
- Савина
- Самсоновская
- Святинское
- Семеновская Гора
- Сидоровка
- Слинкина  (ныне — Слинкино)
- Слободная
- Сметинская
- Сопутина
- Сосновец
- Старое Завражье
- Степшинская
- Стрелка
- Талица
- Тараканова
- Терюхова
- Тесенина
- Тестиха
- Трошимская
- Фатьяновская
- Федотиха
- Филатова (ныне — Филатово)
- Филипповская
- Фоминская
- Харамзина (ныне — Харамзино)
- Хлындина
- Хомлец (опечатка?, сейчас Холмлец)
- Чебаево
- Челпанова (ныне — Челпаново)
- Чемоданово (Чемоданова)
- Черемухова (ныне — Черёмухово)
- Чёрная
- Чигра
- Чируховская
- Чум
- Чупанова (ныне — Чупаново)
- Шастова
- Шемякинская
- Шиловка
- Шулепова (ныне — Шулепово)
- Юрец
- Яковлева